# Caradrina proxima
Caradrina proxima là một loài bướm đêm trong họ Noctuidae.